# 紫蜡蘑
紫蠟蘑（學名：Laccaria amethystina）是一種顏色鮮豔的小型可食用菇類，生長於落葉植物或裸子植物林中。其紫色的外表会逐渐風化褪色，因此常難以辨認，而有「欺詐者」（Deceiver）的稱號。该別名也可用來稱呼與它關係接近，也會因風化而褪色的紅蠟蘑。紫蜡蘑通常見於北溫帶，但也有報告指出其存在中南美洲熱帶。

## 分類
1778年，英國植物學家威廉·赫德森首先發現了紫蠟蘑，並將其命名為Agaricus amethystinus，之後紫蠟蘑由莫迪凯·丘比特·库克歸入蠟蘑屬。紫蜡蘑有許多同物異名，大多都強調其鮮明的紫色外觀，它還曾因具有堅韌、如金钱菌状（collybioid）的菌柄而被歸入金錢菌屬，稱為Collybia amethystina。目前紫蠟蘑的學名是Laccaria amethystina，最早是由莫迪凯·丘比特·库克於1884年使用，其本意為「紫水晶」，用以形容紫蜡蘑的顏色。1922年，紫蠟蘑曾被視為紅蠟蘑的一個變種，學名為Laccaria laccata var. amethystina (Cooke) Rea，現在這個名稱被視為紫蠟蘑的一個異名。

## 形态描述
紫蠟蘑的菌蓋直徑為1至6公分，四週較凸，中央較平坦，且正中央通常略有凹陷。其顏色在潮濕時為較深的紫丁香色，乾燥時顏色會退去，其中心有時稍呈垢狀，邊緣則有灰白色的條紋。

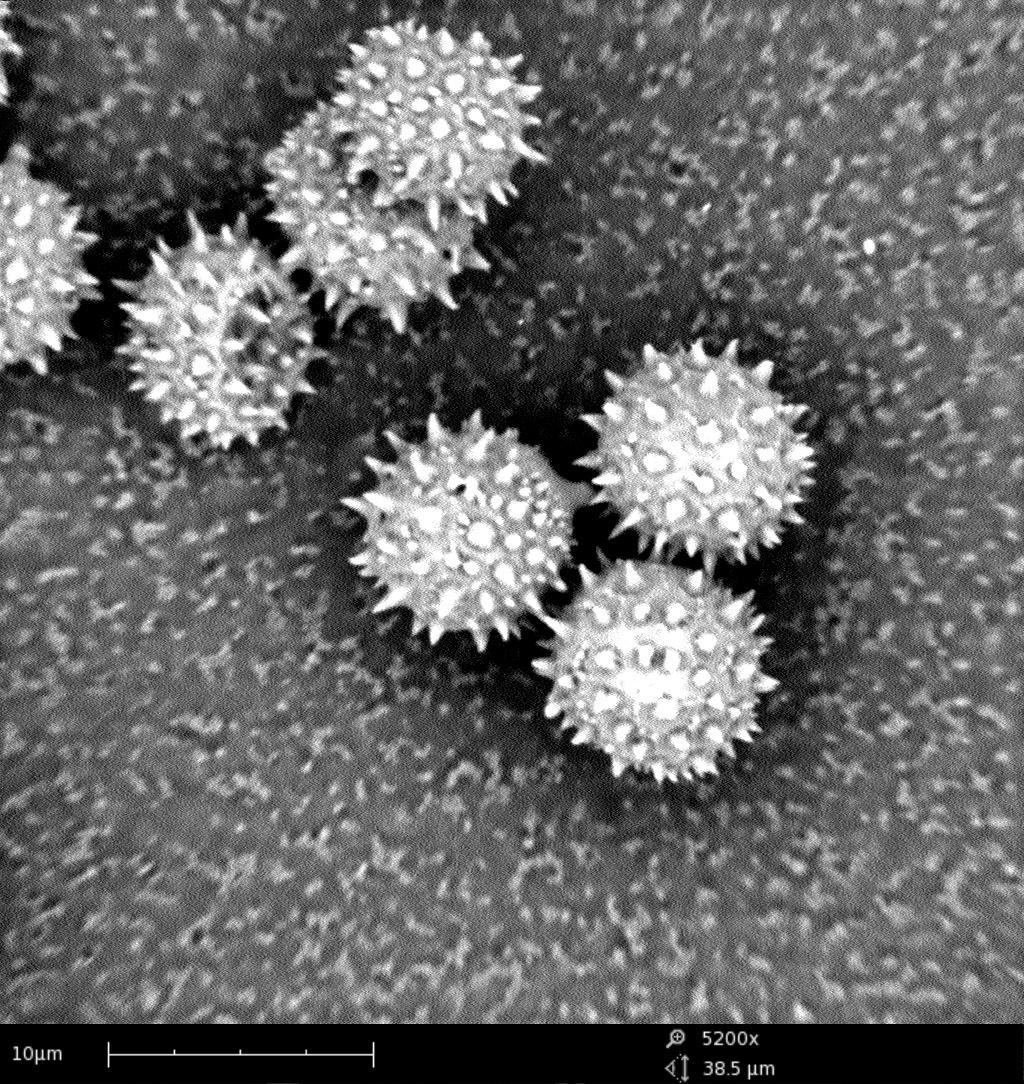
紫蠟蘑擔孢子的電子顯微鏡照片

菌柄的顏色和菌蓋一致，其基部有白色的纖維狀條紋，越往頂部逐漸變成點狀，用手搓揉的感覺很有韌性，菌柄長為0.6至7公分，厚0.1至0.7公分。紫蠟蘑的肉質較少，沒有甚麼特殊氣味或口感，顏色為淡紫色。蕈褶的顏色和菌蓋相似，通常間隔較遠，內有許多白色的孢子。蕈褶和菌柄的連接方式為波狀（sinuate），在與菌柄相接前有一段凹陷。

### 顯微特徵
紫蠟蘑的孢子為呈圓形、透明，其上有若干小刺（Echinulate），與孢子的大小相比相對較長。典型的孢子大小為直徑7至10微米，而產生孢子的擔子（Basidium）呈透明棒狀，大小為30至64.5乘8.5至14微米。

## 分布與棲地
紫蜡蘑為歐洲、亞洲、中南美洲及北美洲等溫帶地區的常見物種，在許多種的落葉植物及裸子植物林中散播生長，並通常與這些林木構成菌根，如殼斗科植物。紫蜡蘑的生長期通常为夏季晚期至早冬。在中南美洲，紫蜡蘑則常與櫟屬植物共同生長。研究顯示紫蠟蘑是種氨真菌，意指其為一種在土壤中加入氨水或其他含氮物质後能加速成長的真菌。同屬的双色蜡蘑也属于氨真菌。

## 食用
紫蠟蘑与其他蠟蘑屬的物種一样可以食用。雖然其本身無毒，但當土壤砷含量過高時，紫蠟蘑也會因生物累積該物質而有毒。

## 大眾文化
Coil樂團的歌曲，「Amethyst Deceivers」的歌名即來源于紫蜡蘑的別稱。

## 相似物種

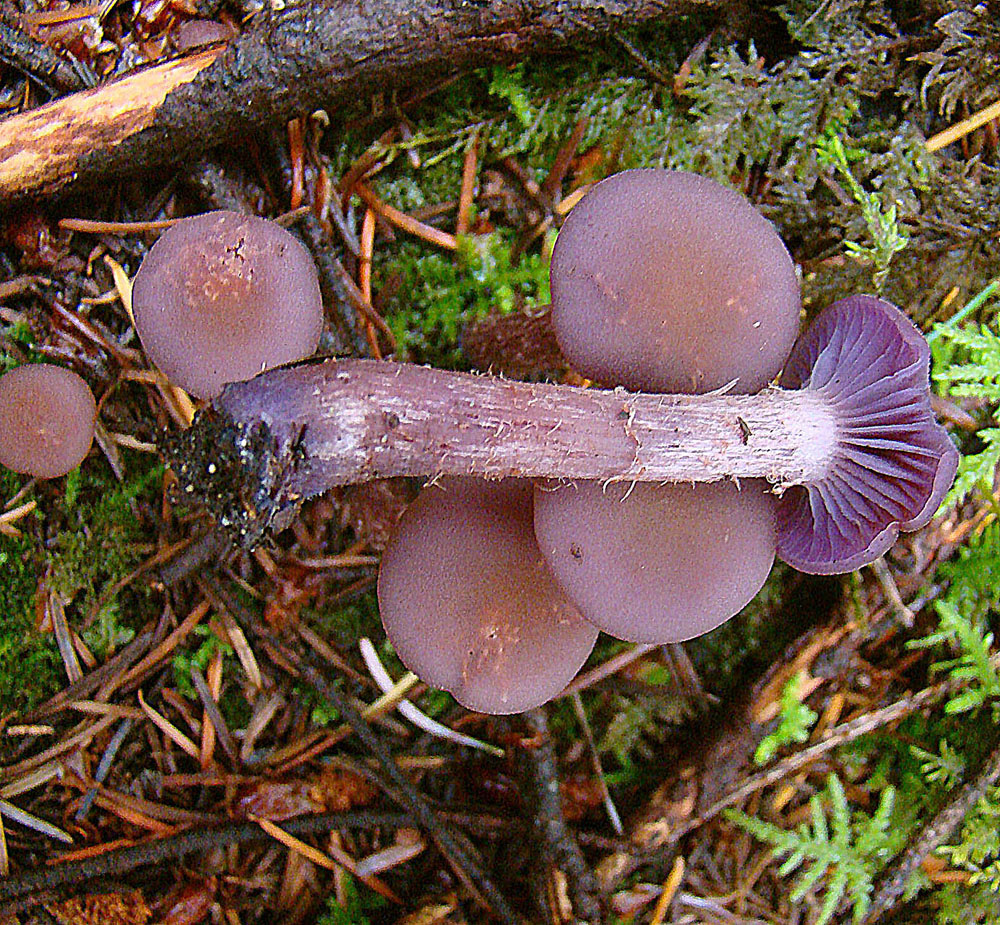
Laccaria amethysteo-occidentalis

北美洲有許多紫色的蕈類都曾被認為是紫蜡蘑，直到1984年Gregory M. Mueller才將它們描述為許多不同物種。Laccaria amethysteo-occidentalis即是其中之一。在地理分布上，其分布於北美洲西部（紫蜡蘑則沒有分布於此），在該地區为常見物種。在生態上，前者只分布於針葉林，後者則主要分布於殼斗科等闊葉林。L. amethysteo-occidentalis的子實體大小較紫蠟蘑大，顏色也較紫蠟蘑為深，褪色時呈現葡萄酒色而非棕色。兩者的孢子也有明顯差異，L. amethysteo-occidentalis的孢子不似紫蜡蘑的呈現球狀，而是亞球形（subglobose）甚至橢圓形，其上的小刺也較紫蜡蘑的小上許多。
另一種由Gregory M. Mueller從紫蠟蘑分出的物種為Laccaria vinaceobrunnea。其分布於美國墨西哥灣沿岸地區及美國南部。其與紫蜡蘑和Laccaria amethysteo-occidentalis區分的依據是巨觀上的顏色。Laccaria vinaceobrunnea只有在極年幼時才呈現紫色，並很快的褪為葡萄酒色或紅棕色，並隨著生長最終呈現無光澤的橙棕色或深黃色。Laccaria vinaceobrunnea的孢子特徵界於紫蠟蘑與Laccaria amethysteo-occidentalis之間。孢子形狀和後者一樣呈亞球狀至橢圓狀，小刺的長度則較長，與紫蠟蘑相似。Laccaria vinaceobrunnea的菌蓋皮（pileipellis）在蜡蘑屬中較為特別，為柵狀（palisadoderm），不同於蜡蘑屬典型的絲、束狀（fasciculate）。在棲地上Laccaria vinaceobrunnea也與紫蠟蘑有些不同，Laccaria vinaceobrunnea的生長與維吉尼亞櫟（Quercus virginiana）有非常密切的關係。紫蜡蘑也可與該物種共同生長，但也能與其他殼斗科植物生長。
1988年，蠟蘑屬下的第三個紫色物種Laccaria gomezii由Gregory M. Mueller從紫蠟蘑中独立出來。Laccaria gomezii和櫟屬關係密切，生長在中美洲及南美洲北部的雲霧森林（紫蠟蘑在這些地方也有分布）。Laccaria gomezii與Laccaria vinaceobrunnea有許多相似的特徵，但其子實體的顏色較Laccaria vinaceobrunnea及紫蠟蘑都為深。其蕈褶也很其他種有所差異，Laccaria gomezii的蕈褶與蕈柄連接的方式接近亞下延形（Subdecurrent），不同於其他種的波狀（sinuate）至心形、較狹窄的連接方式。Laccaria gomezii的孢子則與L. vinaceobrunnea與Laccaria amethysteo-occidentalis的相似。

## 註腳
1. ↑  Pierluigi Angeli. .   [2011-11-17]. （原始内容存档于2016-03-09）.
2. ↑  .   [2011-11-17]. （原始内容存档于2018-08-22）.
3. 1 2  Roger Phillips. . Pan MacMillan. 2006. ISBN 0-330-44237-6.
4. 1 2 3  Thomas Laessoe. . Dorling Kindersley. 1998. ISBN 0-7513-1070-0.
5. 1 2 3  Mueller, 1992. p 71–72.
6. ↑  Imamura A., Akio. . Mycoscience. 2001, 42 (6): 623–25. doi:10.1007/BF02460961.
7. ↑  .   [2011-12-04]. （原始内容存档于2012-01-25）.
8. ↑  Mueller, 1984. p 105 （页面存档备份，存于）.
9. ↑  Mueller, 1992. p 70–71
10. ↑  Mueller, 1997. page: Laccaria amethysteo-occidentalis （页面存档备份，存于）
11. 1 2 3  Mueller, 1984. p 115 （页面存档备份，存于）.
12. 1 2 3  Mueller, 1992. p 73
13. 1 2 3  Mueller, 1997. page: Laccaria vinaceobrunnea （页面存档备份，存于）
14. ↑  Mueller, 1984. p 109 （页面存档备份，存于）.
15. ↑  Mueller, Gregory M.; Singer, Rolf. . Mycotaxon. 1988, 33: 223–227.
16. ↑  Mueller, 1992. p 78–79

## 外部連結
- 紫蜡蘑在Index Fungorum中的資訊